# Satyrium welwitschii
Satyrium welwitschii är en orkidéart som beskrevs av Heinrich Gustav Reichenbach. Satyrium welwitschii ingår i släktet Satyrium och familjen orkidéer. Inga underarter finns listade i Catalogue of Life.